# Дом быта (Суворовский проспект)
Дом бы́та на Суворовском проспекте, дом 35 — здание в стиле советского модернизма в Центральном районе Санкт-Петербурга.
Здание было спроектировано в рамках разработанной мастерской Ленпроекта № 8 серии районных домов бытового обслуживания согласно идее XXIII съезда КПСС «превратить службу быта в крупную механизированную отрасль народного хозяйства, увеличить к 1970 году объём бытовых услуг, оказываемых населению, примерно в 2,5 раза», архитектор — Р. Брегман, дом быта построен в 1964—1968 годах. Дом встроен на месте последнего деревянного здания Суворовского проспекта между двумя зданиями XIX века, контрастируя с ними.
Дома быта должны были создавать условия для укрупнения и механизации бытовых услуг, а также привлекать посетителей комфортными условиями ожидания и видом. Они почти сплошь остеклены с использованием специально восстановленного производства стемалита в металлических переплётах.